# Teatre Clavé
El Teatre Clavé de Tordera (Maresme) és l'equipament cultural de referència del municipi. De propietat municipal, és gestionat per una fundació privada integrada per representants de diferents sectors de la societat, des d'empreses locals i comarcals fins a membres de diverses entitats municipals i representants polítics del consistori.
El projecte artístic del Teatre Clavé gira al voltant de dos eixos de proximitat: la difusió cultural i la formació artística. El primer pretén donar suport a les produccions i activitats de les entitats culturals de Tordera i que aquestes convisquin amb una programació estable de les arts escèniques (teatre, dansa i música amb caràcter professional); mentre que la formació artística pretén donar eines per aconseguir despertar la sensibilitat per l’art entre els alumnes i fomentar l’aprenentatge. Així, cada trimestre es renova la programació estable del Teatre Clavé i cada any s’inicia un nou curs al Centre de formació artística, que inclou les disciplines de teatre, dansa, belles arts i música.

## Els inicis
L'edifici del Teatre Clavé es va inaugurar en dues fases. El 26 d'abril de 1998 va obrir parcialment, amb la presència del poeta Miquel Martí i Pol i, un any més tard, el 25 d'abril de 1999, l'equipament va ser inaugurat oficialment, així com la plaça i l'escultura dedicada al poeta, just al davant de l'equipament. Amb tot, des del 1992, per començar a donar vida al que més endavant seria el Centre de Formació Artística, es van crear les aules de teatre, música, dansa i belles arts, ubicades aleshores al recinte de Can Comaleres. Era l’inici del projecte humà que donava i continua donant sentit a l’obra arquitectònica.

## L'edifici
El Teatre Clavé està situat al bell mig del nucli urbà de Tordera, a la plaça de Miquel Martí i Pol, s/n. El disseny arquitectònic va anar a càrrec del grup Arquitectes ARR. Té una superfície de 3500 m2 i en les seves tres plantes, acull la Sala Gran (400 localitats), l’Auditori (100 localitats), la Sala Polivalent i la Sala d’exposicions, a banda del vestíbul principal, la zona per artistes i la Cafeteria del teatre.